# Pistolet PJa
Pistolet Jarygina (PJa) (ros. Пистолет Ярыгина ПЯ), znany również jako МР-443 „Gawron” (ros. Грач) – rosyjski współczesny pistolet wojskowy.

## Historia
Opracowany został w związku z konkursem na nowy pistolet służbowy rosyjskiej armii. Konkurs rozpoczęto w roku 1993. Początkowe wymagania konkursowe dotyczyły przede wszystkim: mechanizmu spustowego typu Double Action, magazynka o dużej pojemności oraz stalowej konstrukcji. Dodatkowo pistolet miał strzelać nabojami 9 x 18 Makarowa oraz PMM, 9 x 19 mm Parabellum, 7,62 x 25 mm TT, jednak w późniejszym okresie zrezygnowano z tego założenia na rzecz najbardziej w świecie rozpowszechnionego kalibru 9 x 19 mm. Pistolet używa również wzmocnionej amunicji 9 x 19 mm 7N21 (Masa pocisku 5,5 g, masa naboju 9,8 g, przebijalność 8 mm stali z 5 m).
Do konkursu zgłoszonych zostało kilka projektów, jednak ostatecznie wybrano propozycję Iżewskich Zakładów Mechanicznych projektu Władimira Jarygina. Początkowo znany jako 6P35 (oznaczenie wojskowe) lub MP-443 „Grach” (oznaczenie fabryczne) w 2000 roku pomyślnie przeszedł testy poligonowe, a w 2003 roku ostatecznie został przyjęty jako nowa broń służbowa rosyjskiej armii.

## Opis konstrukcji
Pistolet Jarygin działa na zasadzie krótkiego odrzutu lufy ryglowanej przez przekoszenie. Mechanizm kurkowy, z kurkiem zewnętrznym mechanizmem działania DA/SA. Kurek zewnętrzny został osłonięty bocznie przez tył zamka. Pistolet wykonany jest ze stali węglowej (lufa ze stali nierdzewnej). Okładziny chwytu wykonane są z polimerów. Bezpiecznik nastawny umieszczony jest w tylnej części po obu stronach. Pistolet posiada również wewnętrzna blokadę iglicy zabezpieczającą przed przypadkowym wystrzałem. Stalowy dwurzędowy magazynek mieści 17 naboi (trwają również prace nad magazynkiem 18 nabojowym). Dźwignia zwalniania magazynka standardowo umieszczona jest po lewej stronie w tylnej części kabłąka spustowego, jednakże może być łatwo przemontowana na drugą stronę przez samego użytkownika, co umożliwia łatwą obsługę strzelcom leworęcznym.
W pistolet Jarygina zaopatrzone zostały już pierwsze oddziały armii rosyjskiej walczące w Czeczenii.